# Mimastracella kandyensis
Mimastracella kandyensis – gatunek chrząszcza z rodziny stonkowatych i podrodziny Galerucinae.

## Taksonomia
Gatunek ten został opisany w 1936 roku przez Samarendrę Maulika pod nazwą Mimastra kandyensis, przy czym zastrzegł on, że nie we wszystkich szczegółach odpowiada on rodzajowi Mimastra. Epitet gatunkowy pochodzi od lokalizacji typowej: Kandy w Prowincji Środkowej. Jan Bezděk w 2007 roku, dzięki przebadaniu 5 samic z serii typowej, przeniósł ten gatunek do rodzaju Mimastracella.

## Opis
Ciało długości 8 mm i szerokości 4 mm, umiarkowanie szerokie i nieco zwężone ku wierzchołkowi. Owłosienie głowy i przedplecza bardzo rzadkie i delikatne, a tarczki i pokryw gęstsze, dłuższe, wzniesione i szarawe. Ubarwiony żółto-brązowo do brudnobrązowego z ciemnoszaro-brązowym spodem tułowia i odwłokiem oraz ciemnobrązowymi częściami odnóży i trzema wierzchołkowymi członami czułków. Na głowie rzadko rozmieszczone i dobrze wgłębione punkty. Oczy silnie wypukłe. Przedplecze o bokach prawie prostych, nieco zwężone ku nasadzie, o nasadzie delikatnie zafalowanej. Tarczka duża, trójkątna. Epipleury owłosione, nieco szersze w nasadowej części.

## Rozprzestrzenienie
Gatunek endemiczny dla Sri Lanki, gdzie jest jedynym znanym przedstawicielem swojego rodzaju.